# Travel Sentry
Travel Sentry是一个致力于建立和规制旅行安全的组织，也可以认为是其被美国运输安全管理局（Transportation Security Administration）认可的，称作“TSA锁（TSA Lock）”的标准。

## 历史
Travel Sentry建立于2003年。其生产的第一批基于“Travel Sentry Approved”标准的锁于2003年11月12日发售，由Brookstone公司销售。最初，只有钥匙和组合锁头在建造时使用这个标准。而在2004年，新秀丽公司开发了第一款内置TSA锁的行李箱。
截至2014年，已经有3亿把TSA锁和行李箱在市场上流通。

## TSA锁
Travel Sentry开发的TSA锁具系统是可以被TSA和被允许的安全机构“认可和鉴别的”，TSA和这些机构可以使用特殊的工具和密码来打开和重新锁上锁具。这些由Travel Sentry提供的工具在450个机场的行李检查点被使用。
这套系统也被用在其他的安全部门，包括加拿大航空的加拿大空中运输安全许可处（Canadian Air Transport Security Authority，CATSA），东京的成田机场和羽田机场。除此以外，它还被使用在英国的税务海关总署、荷兰的税务及海关管理局、德国的联邦海关服务处以及新西兰的新西兰海关服务处。
这套系统授权给超过500个分布在世界各地的公司用于制作个人旅行包，锁具和旅行商品的销售。